# Tegla von Denbighshire

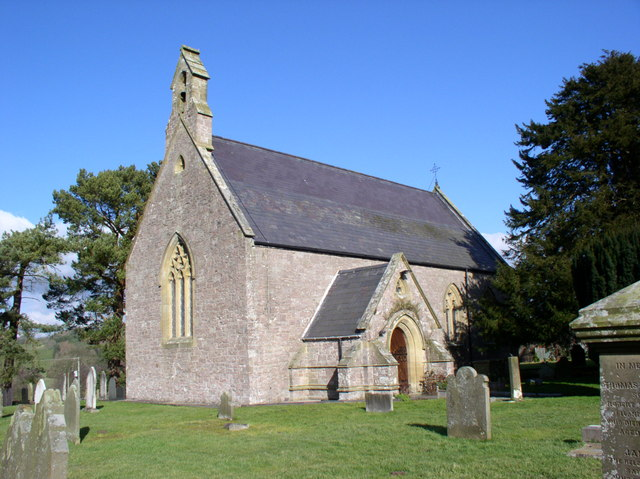
St. Tegla's Church in Llandegla

Tegla von Denbighshire (auch Tecla, Thecla, Telga, walisisch Tegla Forwyn, Tegla die Jungfrau) war eine Heilige, die möglicherweise im 8. Jahrhundert lebte.
Über ihr Leben sind keine Einzelheiten bekannt. Ihr ist die Kirche in Llandegla in der Grafschaft Clwyd in Denbighshire geweiht. Alljährlich findet dort seit über 100 Jahren an ihrem Gedenktag am 1. Juni ein Patronatsfest statt.